# 知里幸恵ノート

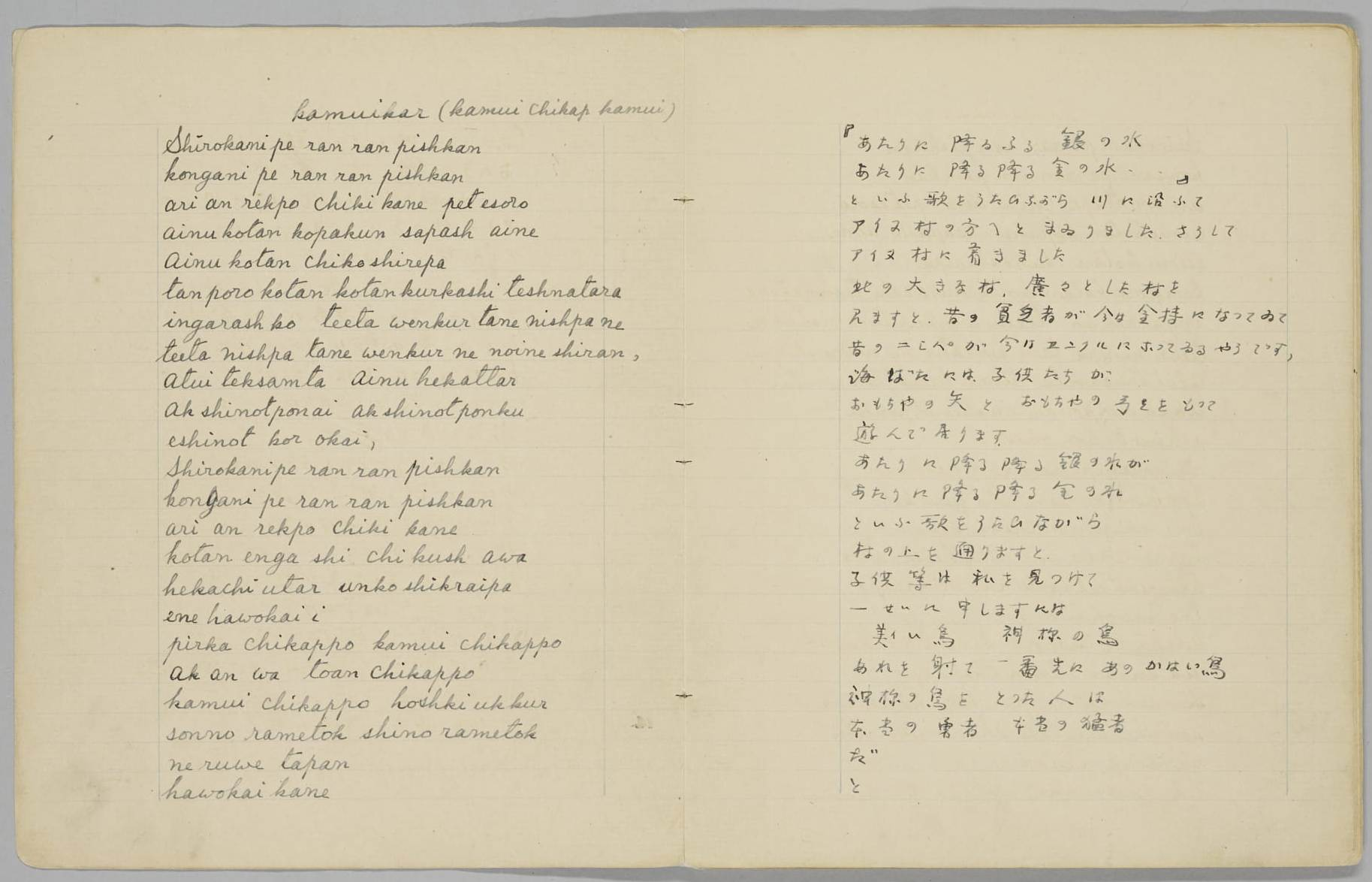
『知里幸恵ノート』画像番号7 北海道立図書館北方資料デジタルライブラリー

知里幸恵ノート（ちりゆきえノート）は、アイヌ語を母語とする女性、知里幸恵が祖母や伯母から聞き覚えたアイヌ民族に伝わる神謡（カムイユカㇻ）や神歌（ウポポ）などの口承文芸作品を伝えるための出版をめざして、ローマ字を用い自らの工夫で書き綴った自筆の数冊のノート。

## 文化遺産としての価値
『知里幸恵ノート』は2010年3月に北海道指定有形文化財に指定された。このノートは1923年に郷土研究社から出版された『アイヌ神謡集』の基礎原稿となり、綴られた伝承作品のうち13の神謡（カムイユカラ）が『アイヌ神謡集』に収められている。
また、このノートには「アイヌ神謡」（カムイユカラ）のほかにも、アイヌ語の口承伝承遺産として貴重な「神歌」（ウポポ）、ウウェケペレ（もの語り）、なぞなぞ、早口言葉など、ローマ字表記のアイヌ語と一部について日本語が併記、説明されている。文化庁の「文化遺産オンライン」においては、「刊行本『アイヌ神謡集』と比較研究する上で、また、アイヌ語を母語とし日本語にも精通する知里幸恵資料として貴重であるばかりでなく、明治・大正期を生きた一人のアイヌ民族の女性が遺した歴史遺産として極めて重要です」という紹介が記載されている。

## アイヌ語の伝承遺産
「知里幸恵ノート」により、知里幸恵の『アイヌ神謡集』の複数刊行本についての比較研究、アイヌ語とアイヌ語方言の研究が進められている。

## 版本との異動や作者による説明
「知里幸恵ノート」は、20世紀前半期の日本語による優れた詩芸術作品としての『アイヌ神謡集』および著者の知里幸恵の研究に不可欠な基礎原稿であり、資料価値は高い。刊行本との比較により、表現の異動が確認できる例がある。
例えば『アイヌ神謡集』の冒頭作品「梟（フクロウ）の神の自ら歌った謡 銀の滴降る降るまわりに」の14行目は
"Pirka chikappo! kamui chikappo! 「美ｨい鳥！ 神様の鳥！
「ｨ」は漢字文字「美」のフリガナで、著者は「いい鳥」と読み、「美い」（いい）と表現している。この冒頭箇所以降の「Pirka」について（続く2例は表現を「あの」に変えていることを除き）他はすべて「美い」ではなく「美しい」とし、著者は表現を使い分けている。『アイヌ神謡集』郷土研究社の初版本では「美い鳥! 神様の鳥!」と印刷（初版本は全体にフリガナはない）された。その後の複数の刊行本でも踏襲されていたが、岩波文庫版は初版から「美しい鳥！」と誤植している。財団法人北海道文学館（編）『大自然に抱擁されて… 知里幸恵『アイヌ神謡集』の世界へ』北海道文学館、2002年、所収の、抄録「知里幸恵ノート」でこの箇所は「美い鳥 神様の鳥」で文字「美」の上にフリガナの小さな文字「ｲ」を印刷している。『知里幸恵　アイヌ神謡集』中川裕補訂、2023年、岩波文庫では、11頁の日本語表記が修正され「美い鳥！」として「美」の文字に「い」のルビがつけられ、194頁「5.旧版日本語表記の修正」１）で「知里幸恵ノート」に基づき修正したと説明が加えられた。。
なお、この謡の最後のところには（北海道立図書館所蔵北方資料デジタルライブラリーの画像16）では、知里幸恵が自筆でこの神謡への想いを 金田一京助へ書き記している。

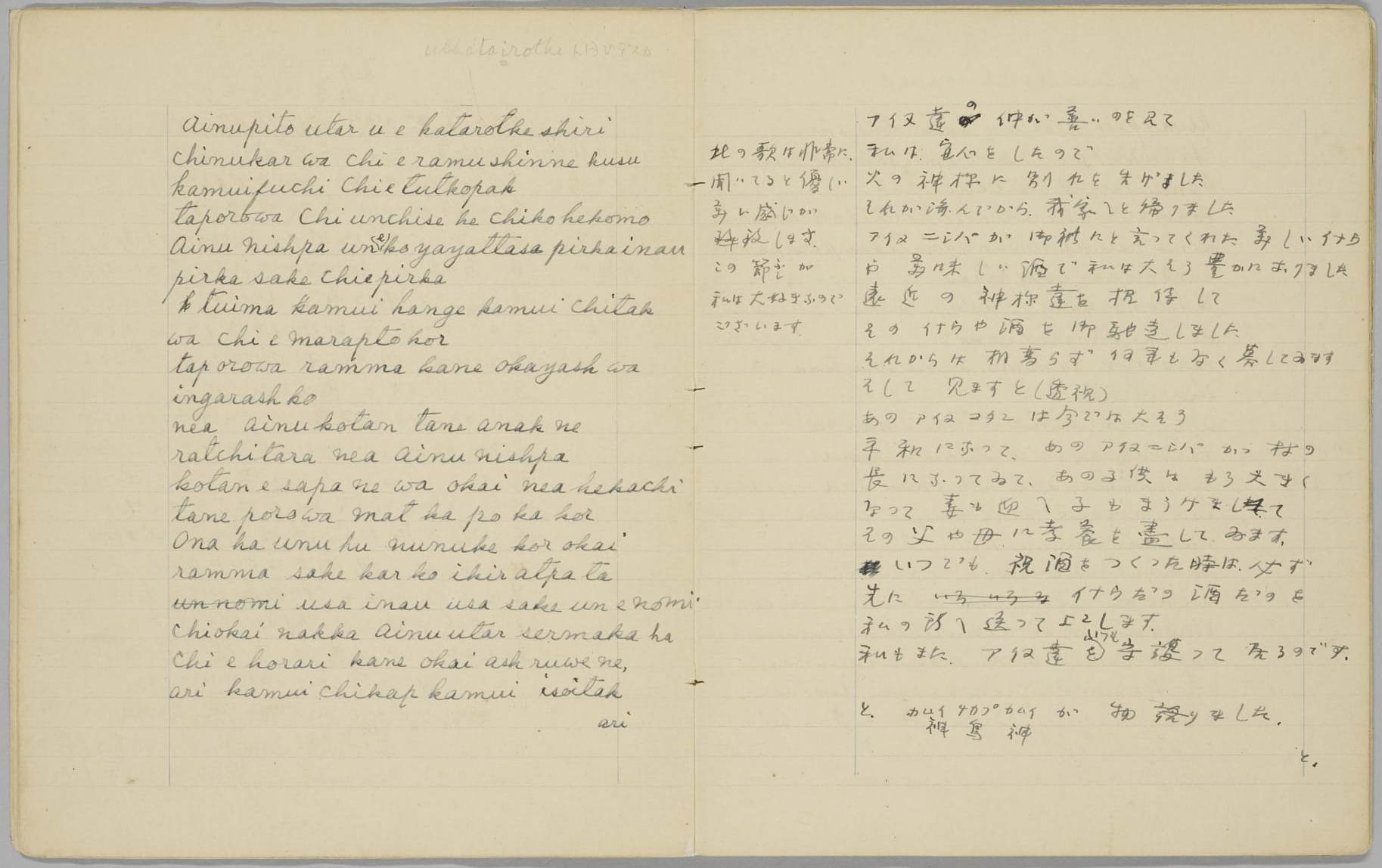
『知里幸恵ノート』画像番号16 北海道立図書館北方資料デジタルライブラリー

また、ノートにはアイヌのウポポ（神歌）について、知里幸恵から金田一京助への説明書きがある。

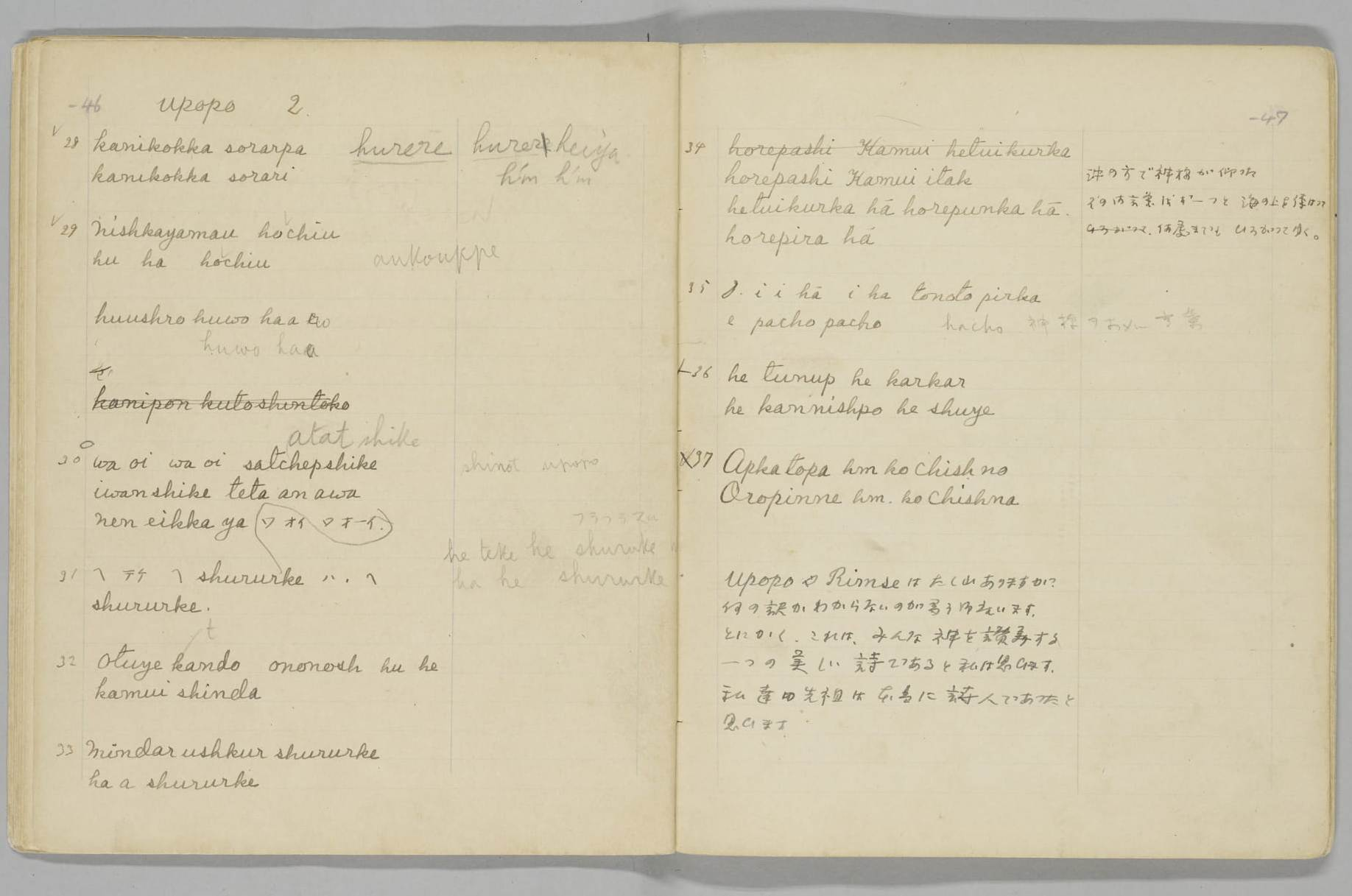
『知里幸恵ノート』画像番号95 北海道立図書館北方資料デジタルライブラリー

このノートに知里幸恵はウポポ（神歌）をアイヌ語と日本語で書き伝えている。